# Nico Suave
Nico Suave (Menden, 1979) è un rapper tedesco.

## Biografia
Nico Suave si è avvicinato alla musica hip hop da bambino e ha iniziato a rappare all'età di 16 anni, fondando con Dabru Tack e Kraans de Lutin il gruppo Provinzaroma ed esibendosi in piccoli locali. Nel 1997 ha lasciato il suo lavoro di postino per dedicarsi alla musica.
Nel 2001 è uscito il suo album di debutto Suave, che ha raggiunto la 49ª posizione nella classifica tedesca in seguito al successo del singolo di lancio Vergesslich in radio e su MTV. Il disco è frutto di un sodalizio con il produttore DJ Sparc, che il rapper ha conosciuto a Kiel l'anno precedente.
Il secondo disco, Mit Liebe gemacht, è uscito nel 2005, seguito da Nico Suave and Friends nel 2007 e da Eine gemischte Tüte bitte... nel 2009. Nel 2014 ha ottenuto il suo miglior piazzamento nella classifica dei singoli con Danke, in collaborazione con Xavier Naidoo, che ha raggiunto la 20ª posizione, e degli album, con il 40º posto di Unvergesslich. Il disco è stato inoltre il suo primo ingresso in classifica internazionale: ha infatti debuttato al 95º posto nella Schweizer Hitparade.
Nel 2022 Nico Suave è stato selezionato dall'emittente pubblica NDR per partecipare a Germany 12 Points, il programma di selezione del rappresentante della Germania all'Eurovision Song Contest, con l'inedito Hallo Welt in collaborazione con i Team Liebe.

## Discografia

### Album in studio
- 2001 – Suave
- 2005 – Mit Liebe gemacht
- 2007 – Nico Suave and Friends
- 2009 – Eine gemischte Tüte bitte...
- 2014 – Unvergesslich
- 2022 – Gute Neuigkeiten

### EP
- 2005 – Biddeschön! (con Rid da Ruler e Dabru Tack)
- 2013 – Kontrolliertes Kaos (con Sleepwalker)
- 2015 – Wie Könige (con Nima)

### Singoli
- 2000 – Barkeeper/Münchhausen '94
- 2001 – Vergesslich
- 2001 – Ich sage ja!
- 2001 – Fühl Es! #1001
- 2005 – Love Song
- 2014 – Gedicht
- 2014 – Walking (con Samy Deluxe e Daniel Nitt)
- 2014 – Danke (feat. Xavier Naidoo)
- 2016 – Alles OK
- 2019 – Prio (con Yass)
- 2019 – High as Fuck (con Yass)
- 2019 – Von Hamburg bis zum Meer (con Tonbandgerät, Chefboss e Cäthe)
- 2020 – Wo wollen wir hin (con Jazzy Gudd)
- 2020 – Gedankenmillionäre (con Johannes Oerding)
- 2020 – Camouflage (con Emy)
- 2021 – Grünes Licht
- 2021 – Liebe (con Teesy)
- 2021 – Diese Welt braucht Liebe (con Teesy)
- 2021 – Altes Haus
- 2022 – Hallo Welt (con i Team Liebe)